# 오스트레일리아 증권거래소

오스트레일리아 증권거래소(영어: Australian Securities Exchange, ASX)는 오스트레일리아의 증권거래소이다.

## 같이 보기
- 오스트레일리아의 경제